# Día de la independencia de Venezuela

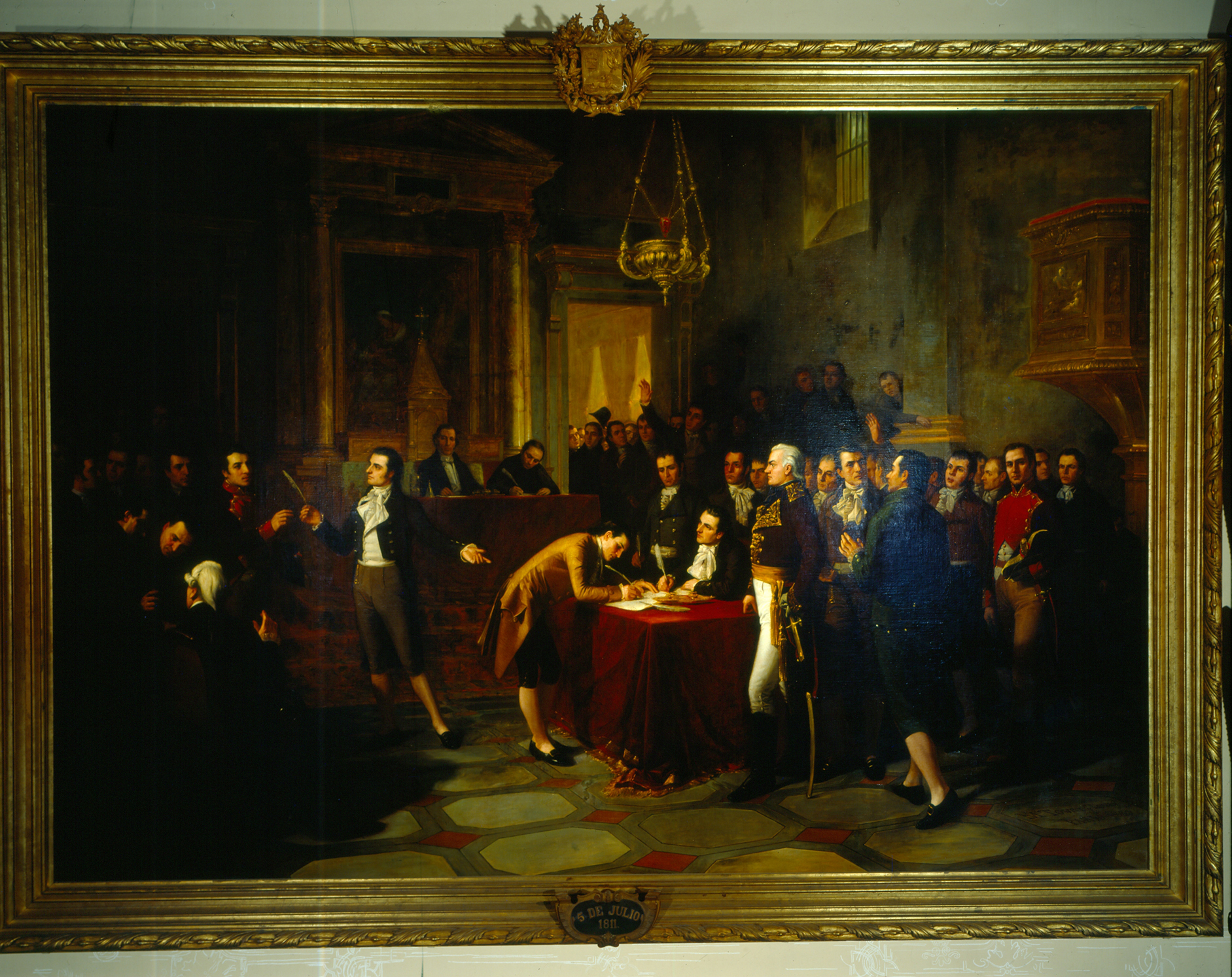
Firma del Acta de la Declaración de Independencia de Venezuela.

El Día de la Independencia de Venezuela, también conocido como el Cinco de julio es la fiesta de la independencia nacional de Venezuela, marcada cada año el 5 de julio que celebra el aniversario de la Declaración de Independencia de Venezuela en 1811, convirtiendo al país en la primera colonia española de Sudamérica en declarar su independencia. En los últimos años, también se marca como el Día de la Fuerza Armada Nacional para honrar el servicio fiel de todos los hombres y mujeres en servicio y veteranos de las Fuerzas Armadas Nacionales Bolivarianas de Venezuela.

## Historia
La festividad marca el aniversario de los hechos del 5 de julio de 1811, cuando los delegados del primer Congreso Nacional Constituyente que se convocó el 2 de marzo, compuesto por muchos patriotas de la mayoría de las provincias de la Capitanía General de Venezuela, que fueron elegidos por la población de Venezuela. 7 de las 10 provincias (el resto, Maracaibo, Coro y Guayana, permanecieron leales al dominio español y no celebraron elecciones para sus representantes provinciales) resolvieron oficialmente el tema de la independencia cuando terminaron 2 días de discusiones a partir del 3 de julio ese año de esa manera. La forma se sometió a votación en la sesión del Congreso del 5 de julio y de los 44 representantes, 40 votaron por la independencia y 4 no, decisión confirmada por el presidente del Congreso, Juan Antonio Rodríguez.

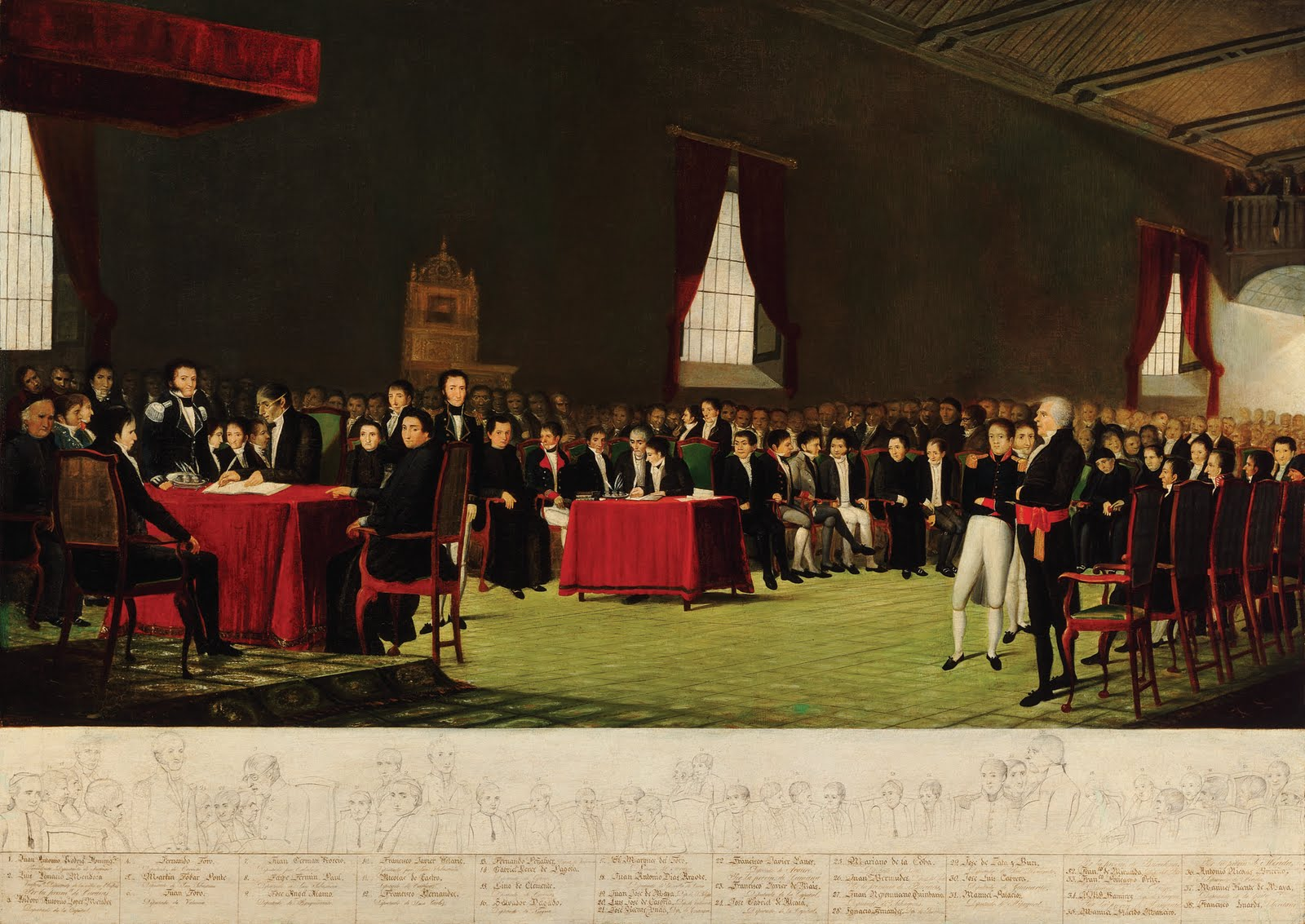
El Congreso de Elector Nacional en 5 de julio de 1811.

Esa misma tarde, los representantes Cristóbal Mendoza y Juan Germán Roscio presentaron al Congreso la declaración de independencia nacional con la aprobación del secretario general, Francisco Isnardi. En el documento, representantes de siete de las diez provincias pertenecientes a la Capitanía General (Provincia de Caracas, Provincia de Cumaná, Provincia de Barinas, Provincia de Margarita, Provincia de Barcelona, Provincia de Mérida y Provincia de Trujillo) declararon su independencia y explicaron los motivos de esta acción, entre ellos, que era funesto que una pequeña nación europea gobernara las grandes extensiones de América (el Nuevo Mundo), que la América española recuperara su derecho al autogobierno después de las abdicaciones de Carlos IV y Fernando VII en Bayona, y que la política de inestabilidad en España dictaba que los venezolanos se gobernaran a sí mismos, a pesar de la hermandad que compartían con España y el pueblo español en general. La declaración proclamó una nueva nación denominada Confederación Americana de Venezuela, como un estado independiente bajo la forma republicana de gobierno sobre la base de las 7 provincias pertenecientes a la ex Capitanía General. La declaración fue aprobada por el Congreso el 7 de julio, con 43 votos a favor y un voto en contra, y se le otorgó plena fuerza de ley en un decreto publicado el 8 de julio por el presidente del Triunviado Ejecutivo, Cristóbal Mendoza. Posteriormente fue presentado al público en Caracas y leído en lo que hoy es la Plaza Bolívar el 14 de julio de 1811.

### Introducción del desfile
El desfile del Día de la Independencia de Caracas fue introducido en 1953 por el entonces Ministro de Defensa y Presidente General de División Marcos Pérez Jiménez, como el cierre de la Semana de la Patria, que marcó el Día de la Independencia e incluyó una semana entera de desfiles públicos, militares, simulacros y eventos patrióticos y deportivos que celebraron el aniversario de la independencia nacional, además de expresar el orgullo nacional. El desfile también tenía como objetivo revitalizar la vieja práctica de los desfiles militares que se realizaban en la capital en el Día de la Independencia en años pasados (desde 1886 se habían realizado desfiles cada 24 de junio en el Campo de Carabobo de Valencia, Carabobo, para celebrar el Día del Ejército y el aniversario de la victoria patriótica en la Batalla de Carabobo en 1821), al mismo tiempo que se convierte en un escaparate para que las fuerzas armadas ensalcen sus virtudes marciales y los grandes avances logrados en la modernización de las fuerzas armadas y de la nación en general. El desfile moderno es, por tanto, uno de sus legados más positivos a las tradiciones culturales y militares de la república.
A lo largo de las décadas, el desfile se convirtió en la principal celebración militar de la nación del aniversario de la independencia nacional, mientras que al mismo tiempo honró el servicio de los hombres y mujeres de lo que hoy es la Fuerza Armada Nacional Bolivariana y sus esfuerzos por fortalecer la defensa nacional, manteniendo integridad territorial, contribuyendo al desarrollo económico y social general, y allanando el camino hacia la prosperidad nacional, así como brindando a la nación un anticipo de la capacidad de las diversas ramas de las fuerzas armadas para defender al país contra agresiones internas y externas.

## Desfile de Caracas

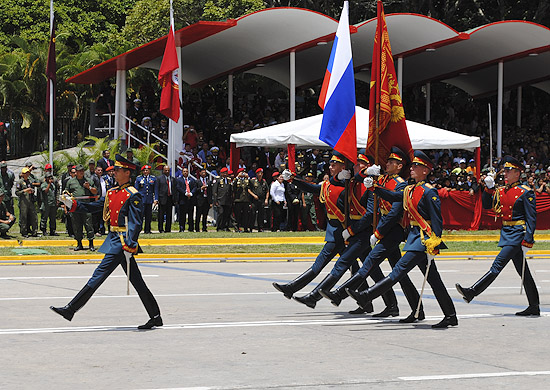
Un guardia de honor ruso durante el desfile de Día de la Independencia en 2011

El punto culminante de las celebraciones del Día de la Independencia es el desfile nacional anual del Día de la Independencia de Caracas a lo largo de la Paseo Los Próceres en el distrito de Fuerte Tiuna, Caracas, donde se encuentran las sedes de las Fuerzas Armada Nacional Bolivariana y el Ministerio de Defensa. El invitado de honor del desfile es el presidente en su deber constitucional como Comandante en Jefe de las Fuerzas Armadas Nacionales Bolivarianas de Venezuela, y muchos funcionarios estatales asisten al evento que se transmite en vivo en cadena nacional de radio y televisión (todas las estaciones de radio y televisión a nivel nacional en conjunto bajo la producción y dirección de Venezolana de Televisión y el MINCI). La Fuerza Armada Nacional Bolivariana y la Policía Nacional de Venezuela participan en el desfile nacional junto con contingentes civiles del gobierno, empresas del sector público y bandas de música marcial de secundaria y preparatoria.

### Fases de desfile

#### Llegada
Los preliminares comienzan en la tarde o al mediodía cuando el presidente y la primera dama, con edecanes militares de la Brigada de la Guardia de Honor Presidencial, llegan al campus Fuerte Tiuna de la Universidad Militar Bolivariana de Venezuela para recibir el saludo de 11.000 a 21.500 efectivos militares, policiales y de bomberos, junto con una columna civil de 11.000 manifestantes en representación del gobierno, el Gran Polo Patriótico, empresas estatales, cooperativas, organizaciones sociales y los pueblos indígenas del país, todos reunidos en el Patio de Ceremonias de la Universidad Militar, que alberga las academias del Ejército y la Guardia Nacional. En la Base Aérea Generalísimo Francisco de Miranda, la Aviación Militar, junto con el Comando de Aviación del Ejército de Venezuela, el Comando de Aviación Naval de Venezuela y el Comando de Operaciones Aéreas de la Guardia Nacional, se prepara para el segmento de vuelo de alrededor de 90 aviones con un total combinado estimado de 1,400 integrantes.
El comandante del desfile, un oficial general de las fuerzas armadas con el rango de general de división o vicealmirante, y 5 oficiales ayudantes, provenientes de todas las ramas de servicio de las Fuerzas Armadas Nacionales (Ejército, Armada, Aviación Militar, Guardia Nacional y Milicia Nacional), junto con el Jefe de Estado Mayor del Desfile, luego ordena el desfile para saludar al presidente en su función constitucional de Comandante en Jefe de las Fuerzas Armadas Nacionales. A medida que se rinde el saludo, los colores se saludar mientras el banda de guerra conjunta de la Universidad Militar suena la Marcha Regular. Cuando la música termina, a una señal del tambor mayor, se ordena al desfile que incline los brazos mientras el presidente se retira y se dirige a un vehículo descapotable para dirigirse a la tribuna presidencial en Paseo Los Próceres, la calle ancha donde se encuentra el Se llevará a cabo un desfile.
A medida que el desfile gira y las masas militares centrales de las fuerzas armadas y sus academias, formadas en la Banda Ceremonial Compuesto de las Fuerzas Armadas Nacionales de 170 miembros, tocan el Himno a Bolívar, la actual marcha presidencial, la caravana presidencial recorre la avenida, escoltados por agentes de la Brigada de la Guardia de Honor Presidencial y del Servicio de Inteligencia Bolivariana, junto con el Escuadrón de Escolta Montada Presidencial del PHGB, quienes visten uniformes inspirados en los que lució la Tropa Húsar de Simón Bolívar durante las primeras etapas de la guerra de independencia. Mientras observan los venezolanos y turistas reunidos en los miradores, el presidente revisa a los militares y mujeres en activo y en reserva de las Fuerzas Armadas, oficiales de la Policía Nacional, veteranos de las fuerzas armadas, empleados gubernamentales y trabajadores de empresas estatales y empresas. Luego, la caravana rodea el Monumento a los Héroes Nacionales y el extremo sur del Paseo Los Proceses y se detiene en la tribuna presidencial para que el presidente pueda desembarcar de su vehículo para ser recibido por los siguientes funcionarios:
- Jefe del Estado Mayor Presidencial
- Ministro de Defensa
- Ministro del Interior, Justicia, y Paz
- Comandante Estratégico Operacional de las FAN
- Jefe del Estado Mayor General Conjunto del CEOFAN
- Comandantes generales del Ejército, Armada, Fuerza Aérea, Guardia Nacional y Milicia Nacional
- Obispo del Ordinariato Militar
- Comandante general del Brigada de Guardia de Honor Presidencial

Luego, el presidente procede a la tribuna para saludar a los miembros del gabinete, el presidente y vicepresidentes de la Asamblea Nacional, los magistrados y presidente del Tribunal Supremo de Justicia, el Comisionado General de la Policía Nacional, otros funcionarios estatales y miembros. del cuerpo diplomático, incluidos los agregados militares extranjeros.
Frente al presidente se encuentra un batallón de guardia de honor compuesto de 900 efectivos integrado por cadetes de las academias militares, el Batallón de la Guardia de Honor de Caracas y la Brigada de la Guardia de Honor Presidencial, conformados en compañías para rendir honores a la llegada, la Comandante de la unidad de la guardia de honor que es un oficial de campo de las fuerzas armadas con el rango de mayor o teniente coronel del ejército o el rango de teniente comandante o comandante de la armada.
Luego de la lectura de citas de Simón Bolívar, Ezequiel Zamora y Hugo Chávez, se rinden los honores de llegada al presidente por orden del comandante de la guardia de honor, quien ordena el desfile de entrega de armas. Mientras se rinde el saludo, la banda compuesta toca el himno nacional Gloria al Bravo Pueblo.
A la llegada se rinden los honores, y la guardia de honor ejecuta los brazos en pendiente y ordenan las armas, el Obispo del Ordinariato Militar dice entonces una oración, al final de la cual la guardia de honor ejecuta los brazos en pendiente, un giro a la derecha y se aleja de la tribuna presidencial, para dar paso a la llegada del comandante del desfile y su estado mayor. Luego sigue un momento de silencio para honrar a todo el personal de las fuerzas armadas muerto en servicio activo.

#### El desfile apropiado
El comandante del desfile y su personal, a bordo de un vehículo blindado del ejército o de la infantería de marina, luego se dirigen a la tribuna presidencial donde se entrega el informe de apertura. Después de que los vehículos se detienen frente a la tribuna presidencial y el personal militar desmonta, el comandante del desfile solicita el permiso del presidente para ordenar el inicio del desfile, a lo que le siguen los comentarios de apertura del presidente y su aprobación para el inicio del desfile. Con la aprobación otorgada y el personal militar ordenado embarcarse en los vehículos, los vehículos regresan a su posición de partida en el extremo oeste de la Avenida Héroes Nacionales, siguiendo la unidad de escolta nacional brindada por el Batallón de la Guardia de Honor de Caracas del Ministerio de Defensa.
Los desfiles recientes han incluido una columna civil que precede a la parte militar principal del desfile, en la que participan miles de manifestantes que representan a ministerios gubernamentales, empresas estatales, el Gran Polo Patriótico, cooperativas agrícolas e industriales populares, empresas económicas estatales y atletas, además de contingentes culturales. mostrando las diversas culturas de Venezuela y sus comunidades indígenas, y bandas de música de la escuela secundaria. Con alrededor de 11.000 civiles de todos los ámbitos de la vida, los manifestantes pasan junto al presidente y los invitados en la tribuna. Las exhibiciones de carrozas también ocupan un lugar destacado en el desfile civil, donde las carrozas están diseñadas para promover campañas gubernamentales y del partido, o resaltar las obras de varias empresas públicas, cooperativas agrícolas, ministerios y empresas económicas estatales.
Después del desfile civil está el segmento del desfile militar tan esperado. Dado el impacto del fuerte respaldo gubernamental a las fuerzas armadas, el desfile militar siempre ha contado con unidades militares de las ramas de las fuerzas armadas, la milicia y la Policía Nacional, integradas por hombres y mujeres militares de estas organizaciones. Todos estos marchan al son de la música de las bandas.
El doble pasado de las unidades de fuerzas especiales, introducido en la década de 1960 a imitación del pasado de marcha del ejército italiano Bersaglieri, es una demostración de las capacidades de combate y la disposición de los hombres y mujeres en servicio de las fuerzas especiales y unidades de ingeniería de la Armada Nacional. Fuerzas y Policía Nacional en la defensa del país y protección de la seguridad pública. Su marcha comienza cuando las bandas masificadas tocan la diana de Carabobo, y la música se detiene cuando las tropas, en doble tiempo, marchan a su ritmo de trote mientras están en posición de brazos y ojos a derecha o izquierda más allá de la tribuna, así como a la familia. miembros de los militares que veían a sus hijos e hijas marchar sobre el doble.
La columna móvil es uno de los segmentos más esperados del desfile, donde la Fuerza Armada Nacional y la Policía Nacional presentan sus últimos equipos y vehículos al público en general y al país en general. También ha sido uno de los segmentos más grandes, con más de 950 vehículos y 9.000 personal de servicio, y es uno de los más esperados. Simultáneamente con eso es el vuelo de aviones de combate, apoyo de combate y transporte de las ramas de servicio de las fuerzas armadas.
- Datos: Q60740342